# Ferrari 365
Ferrari 365 — різні серії спортивних автомобілів, що випускалися італійською фірмою Ferrari. Їх об'єднувало використання 4,4 літрового 12-циліндрового V-подібного двигуна, робочий об'єм одного циліндра якого приблизно дорівнював 365 см³, звідси і назви моделей.

## Моделі
- 1966–1967 365 California
- 1968–1970 365 GTC, 365 GTS
- 1968–1972 365 GT 2+2
- 1968–1973 365 GTB/4 Daytona, 365 GTS/4 Daytona
- 1971–1972 365 GTC/4
- 1972–1976 365 GT4 2+2
- 1973-1976 365 GT/4 Berlinetta Boxer

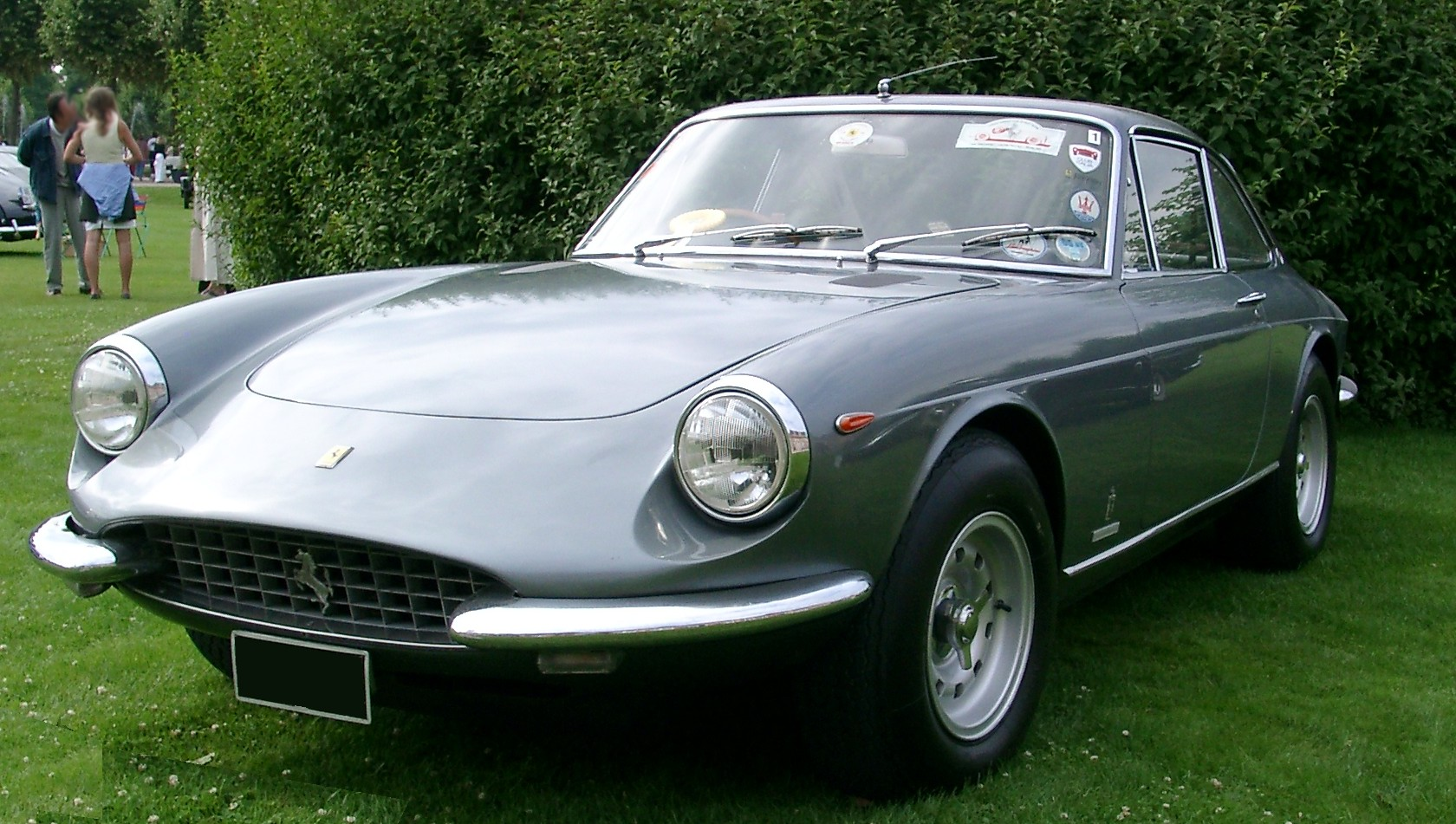
Ferrari 365 GTC
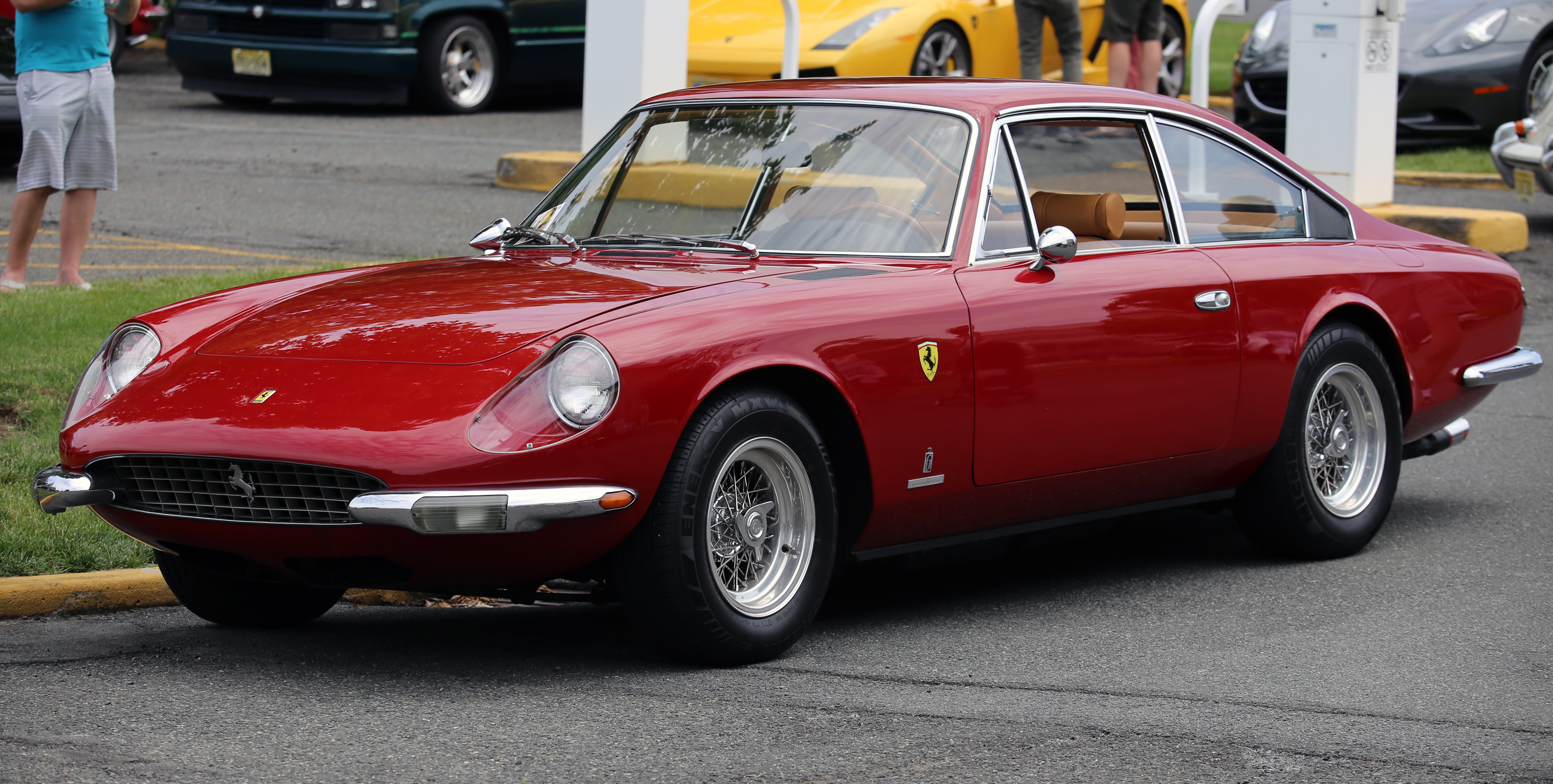
Ferrari 365 GT 2+2
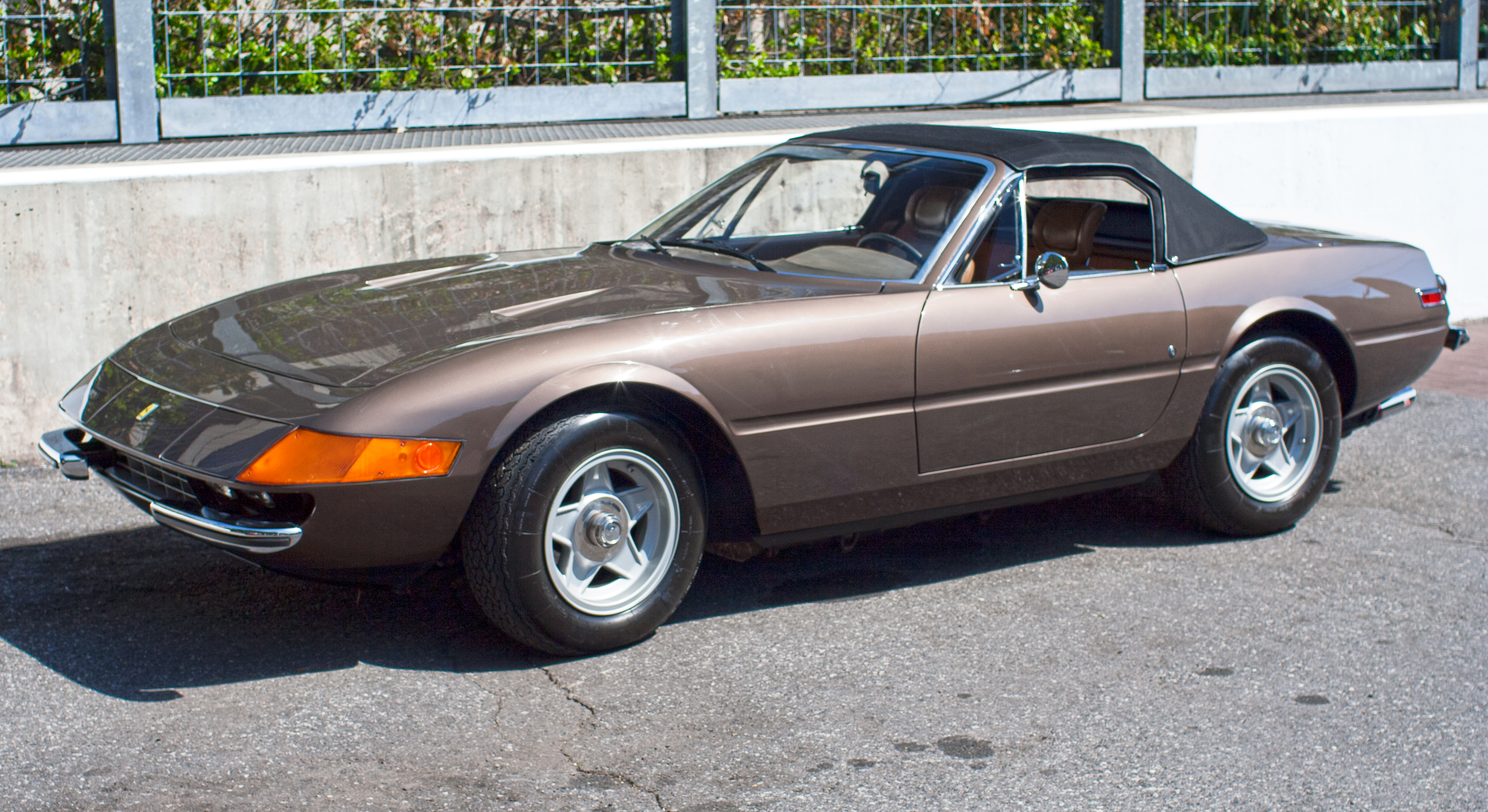
Ferrari 365 GTS-4 Daytona
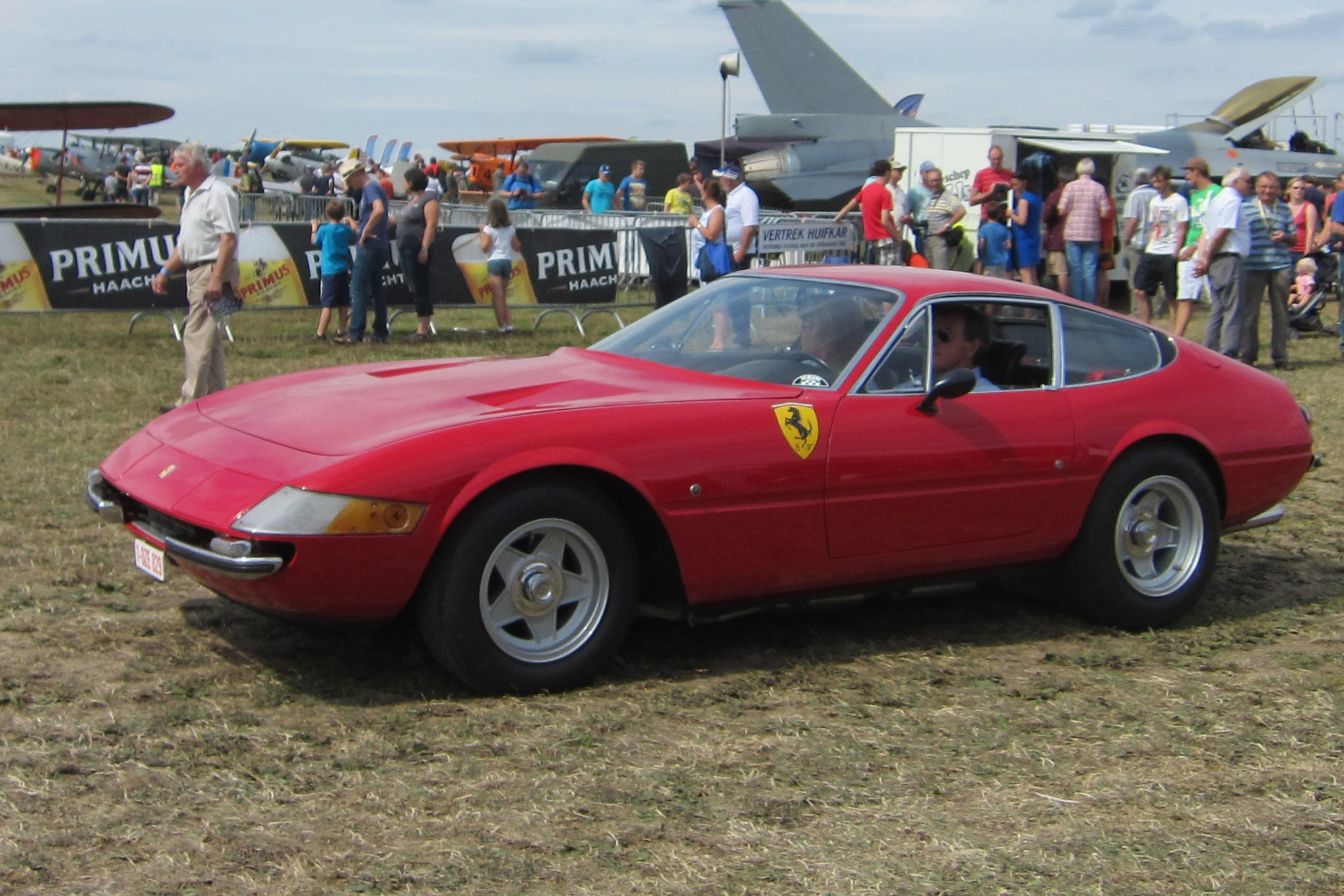
Ferrari 365 GTB-4 Daytona
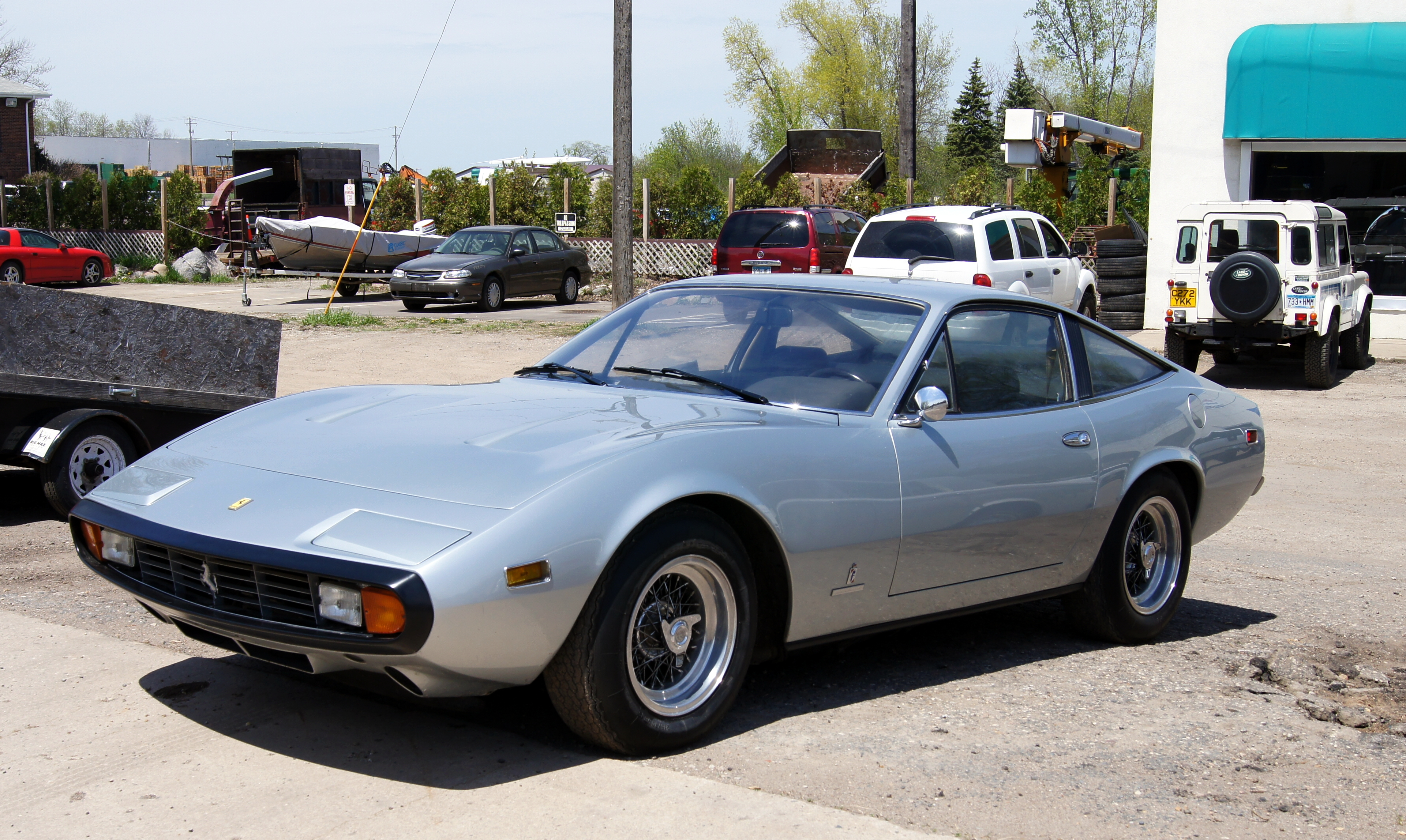
Ferrari 365 GTC-4
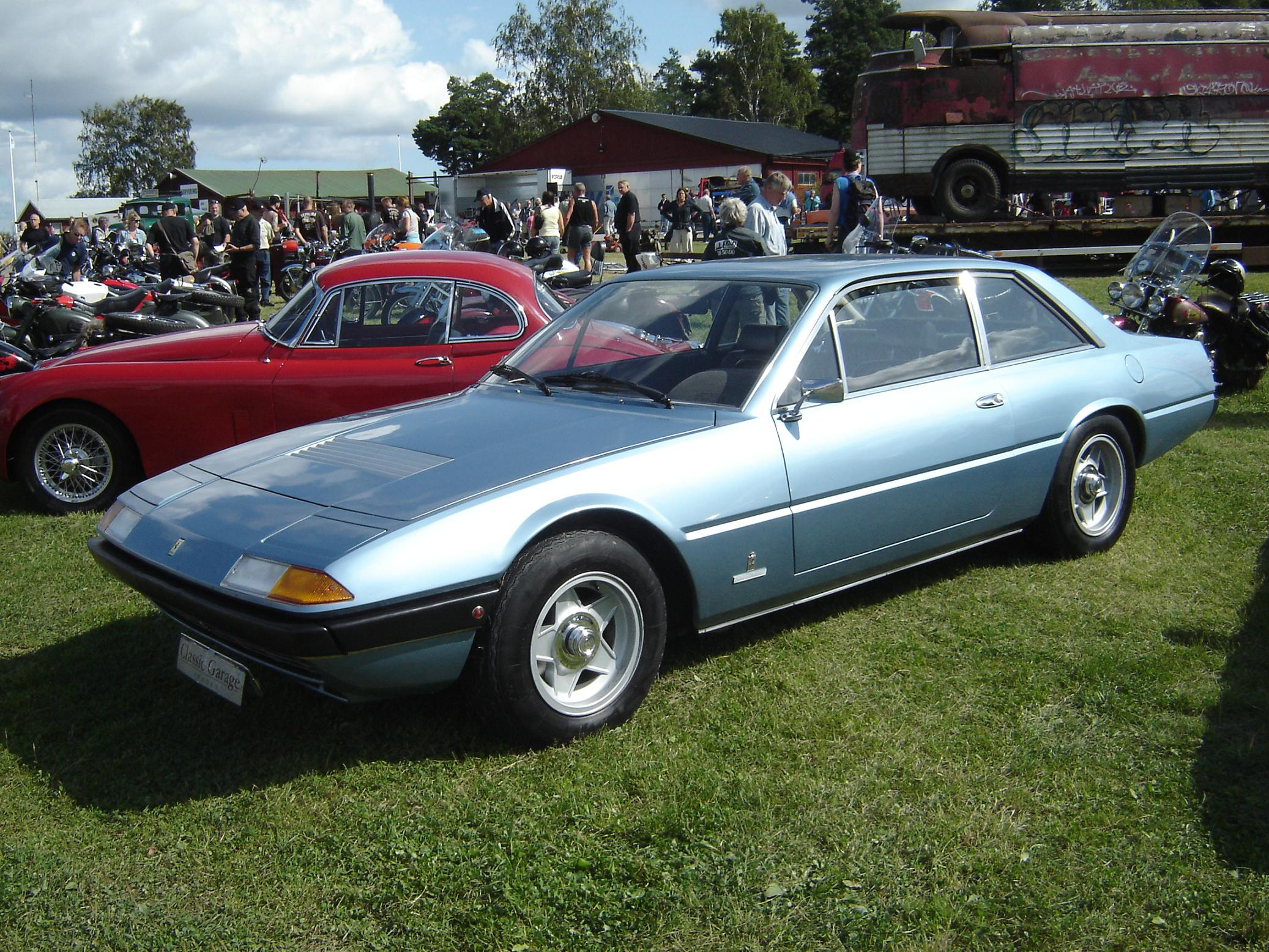
Ferrari 365 GT4 2+2
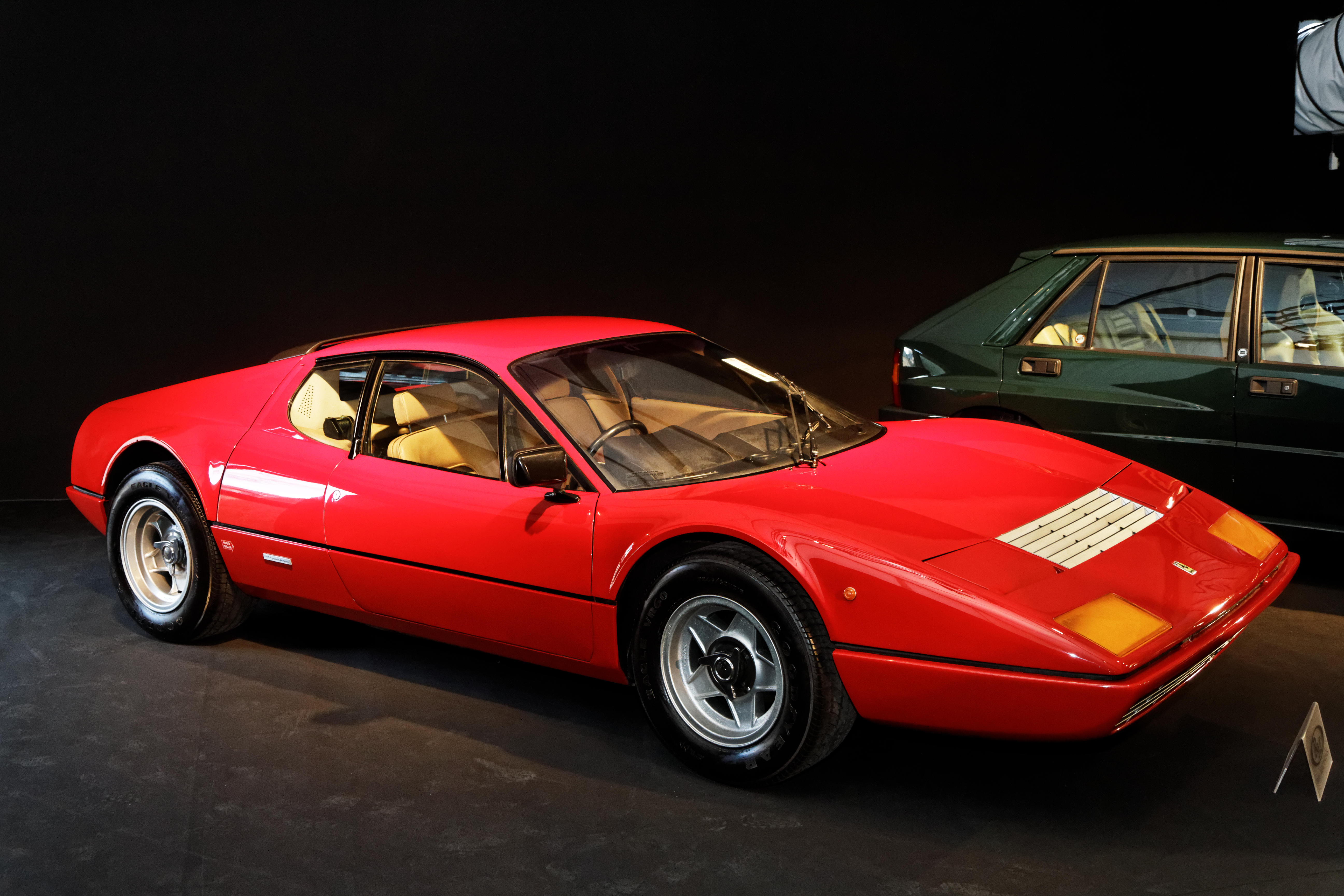
Ferrari 365 GT4 Berlinetta Boxer